# Richtschnitt
Ein Richtschnitt oder Richtprofil ist ein künstlicher Aufschluss einer Schichtenfolge von Sedimentgesteinen, der eigens als Referenzprofil für eine stratigraphische Grenze angelegt wurde. Der Ausdruck stammt ursprünglich aus der Montangeologie und speziell aus dem Ruhrkohlebergbau. In einer für einen Richtschnitt geeigneten sedimentären Abfolge sind, je nach Art der zu definierenden stratigraphischen Grenze, die benachbarten stratigraphischen Einheiten gut voneinander abgrenzbar. Bei einer lithostratigraphischen Grenze sollten die benachbarten Einheiten vor allem petrographisch (lithologisch), bei einer chronostratigraphischen Grenze vor allem biostratigraphisch gut voneinander abgrenzbar sein.
Der wahrscheinlich bekannteste Richtschnitt Deutschlands ist der Wetteldorfer Richtschnitt, der als Referenzprofil für die Emsium-Eifelium-Grenze angelegt wurde und seit 1982 der GSSP dieser Grenze ist.